# Grand Prix de Tennis de Toulouse 1995
Il Grand Prix de Tennis de Toulouse 1995  è stato un torneo di tennis giocato sul cemento. È stata la 14ª edizione del Grand Prix de Tennis de Toulouse, che fa parte della categoria World Series nell'ambito dell'ATP Tour 1995. Il torneo si è giocato a Tolosa in Francia, dal 2 all'8 ottobre 1995.

## Campioni

### Singolare maschile
Arnaud Boetsch ha battuto in finale  Jim Courier con il punteggio di 6–4, 6(5)–7, 6–0

### Doppio maschile
Jonas Björkman /  John-Laffnie de Jager hanno battuto in finale  Dave Randall /  Greg Van Emburgh con il punteggio di 7–6, 7–6